# 约翰·潘特希尔
约翰·潘特希尔（英語：John Paintsil，1981年6月15日—）是退役的加纳专业足球运动员，当前在Premier Soccer League的凱薩酋長足球俱樂部担任经理助理。他曾效忠于Berekum Arsenal、自由职业运动员足球俱乐部、特拉維夫馬卡比足球會、特拉維夫夏普爾足球會、西汉姆联足球俱乐部、富勒姆足球俱乐部、莱斯特城足球俱乐部、Santos和Maritzburg United，并为迦納國家足球隊出征过若干国际赛事。